# Nigel Spencer
Nigel Spencer est traducteur, sous-titreur, rédacteur, auteur et acteur canadien.
Il remporte le prix littéraire du Gouverneur général (Conseil des Arts du Canada) en catégorie traduction en 2002 en 2007 et en 2012 pour trois romans de Marie-Claire Blais: Dans la foudre et la lumière, Augustino et le Chœur de la destruction et Mai au bal des prédateurs.
Il est aussi traducteur de la poète Pauline Michel, Lauréate du Parlement, ainsi que d'Evelyne de la Chenelière et autres.
Il a également sous-titrés de nombreux films, dont "Marie-Claire Blais: au-delà du réel", "Raoul Wallenberg: l'ange de Budapest" et la série "Baz'art" diffusée au canal Bravo!